# Kárpáti Nemzeti Park

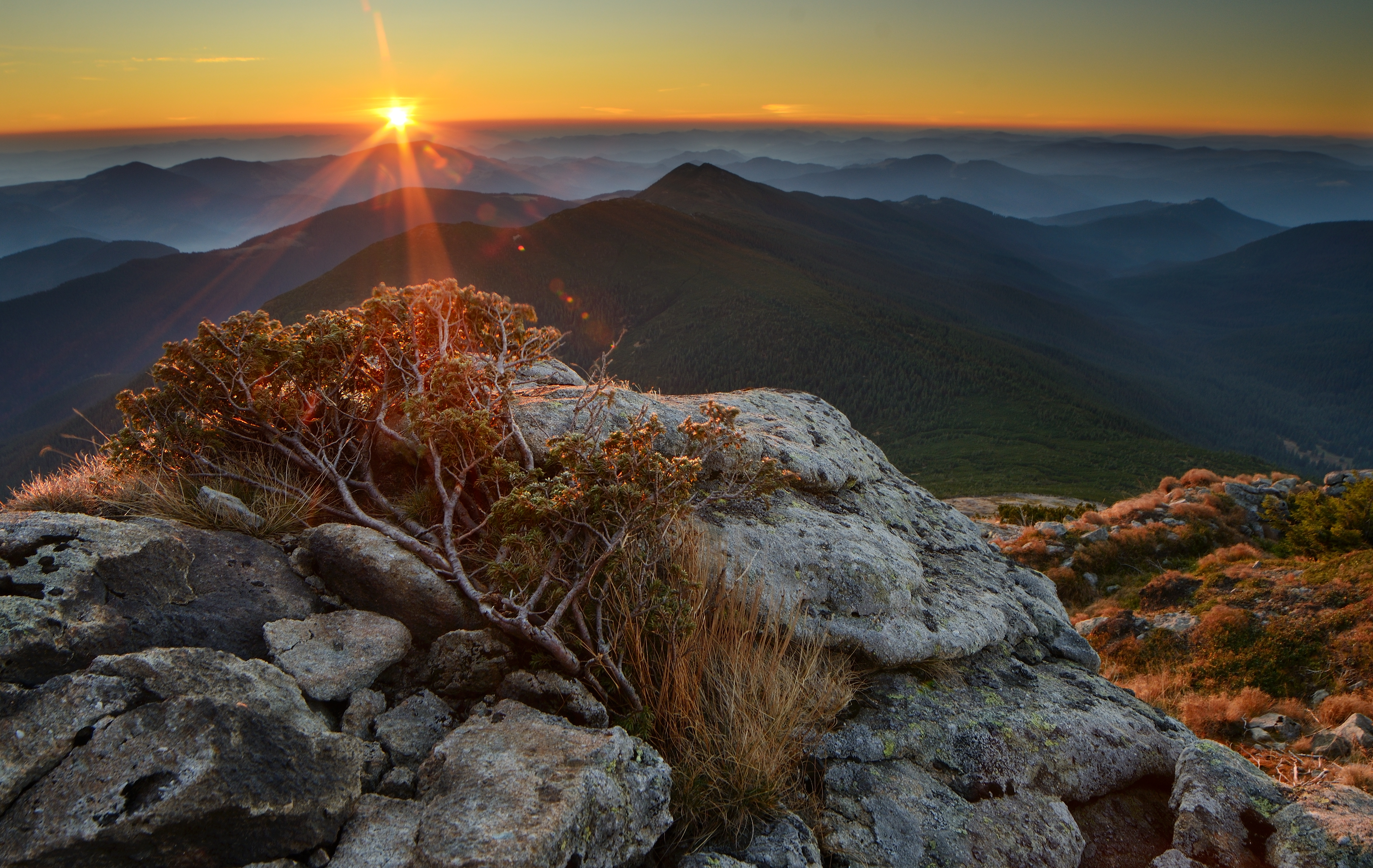
Hajnal a Kárpáti Nemzeti Parkban

A Kárpáti Nemzeti Park (Національний природний парк «Карпатський») egy nemzeti park, amely Ukrajna Ivano-frankivszki területén, az Ukrán-Kárpátok észak-keleti részén található. 1980. június 3-án hozták létre, a Kárpátok tájainak védelme érdekében. Az első állami nemzeti park Ukrajnában, és az ország egyik legnagyobb nemzeti parkja, a központja Jaremcsében található.
Az Ukrajnai Környezetvédelmi Minisztérium fennhatósága alá tartozik, területe 112 erdészetre oszlik. A park elsődleges célja a Közép-Európában egyedülálló, ritka őserdő és gazdag tájak megőrzése, valamint a régió ökológiai egyensúlyának fenntartása. 48 gondozott nyomvonal (2012-től kezdve) található benne, ezeket a turizmusban aktívan használják. 

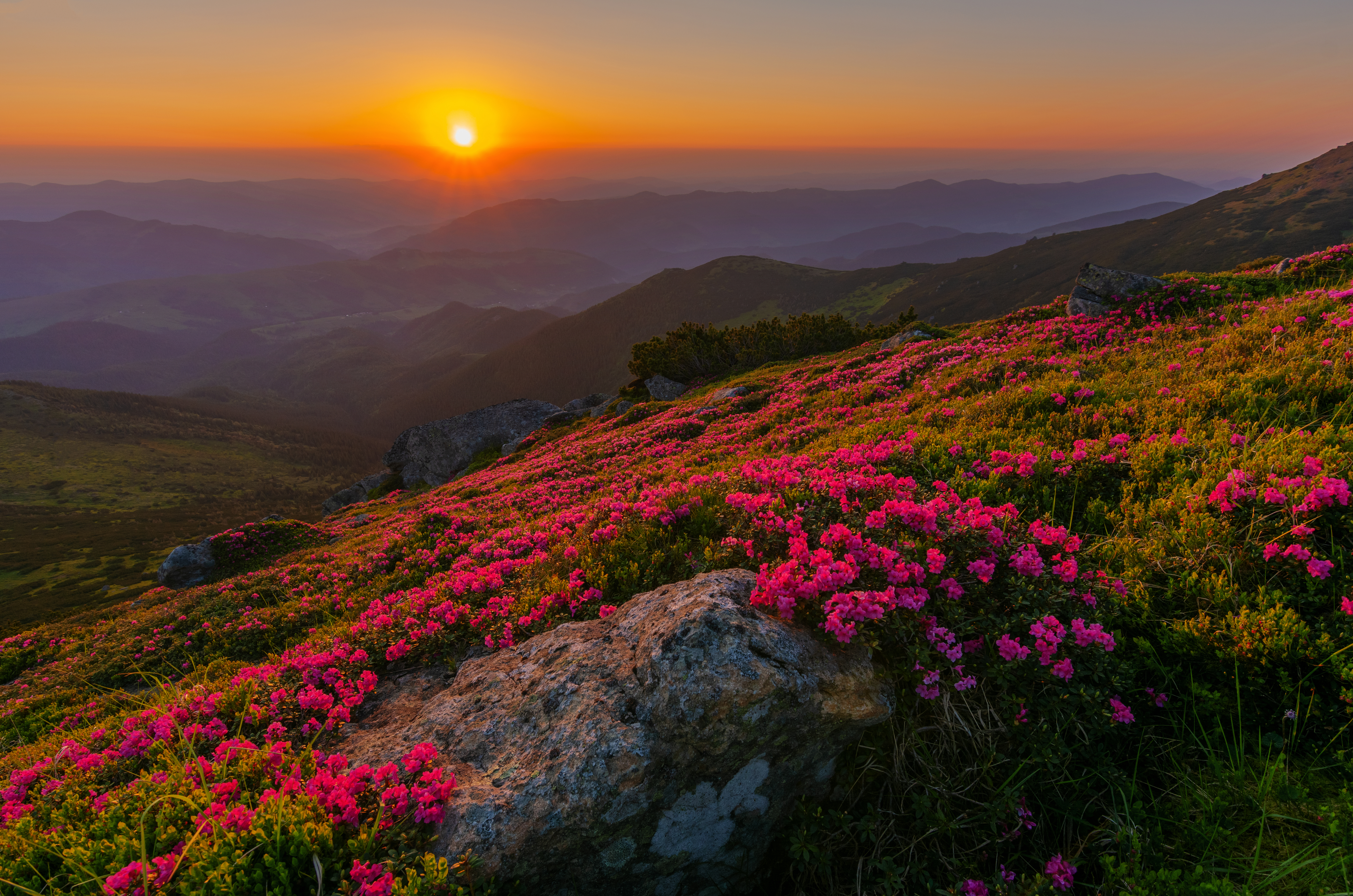
Reggel a Kárpáti Nemzeti Parkban

A park kezdeti területe 47,3 ezer hektár volt. A park teljes területe 50 303 ha, ebből 38 583 ha a park tulajdonában van.
Területe északtól délig 55 km, kelettől nyugatig pedig 20 km. A természeti övezeteknek megfelelően a park különböző helyein eltérő magasságok vannak (mérsékelt övezet 450–850 m, hűvös övezet: 850–1200 m, mérsékelt-hideg övezet: 1200–1500 m, hideg övezet: 1500–2061 m).
A terület gazdag folyókban és értékes ásványi forrásokkal rendelkezik. A hoverlai és a viszokohoriai erdészetekben kisebb tavak is vannak (közülük a legnagyobbak a Maricsejka és a Neisztove).
A park területén ezen kívül klór-, szén-dioxid-, szulfát- és hidrogén-karbonát-tartalmú ásványvizek találhatóak.
ZónákVédelmi terület – 10 968 hektár, rekreációs és gazdasági övezet – 39 335 hektár.
NövényzetA parkban összesen 1105 növényfaj nő, ebből 78 szerepel az ukrán Vörös Könyvben. A park tája alpesi legelőket és erdőket tartalmaz. A parkban a három leggyakoribb fafaj az ezüstfenyő, bükk és lucfenyő.
Fauna185 állatfaj él a parkban, ebből 32 szerepel az ukrán Vörös Könyvben.

## Fordítás
- Ez a szócikk részben vagy egészben  a(z)   Карпатский национальный природный парк című orosz Wikipédia-szócikk ezen változatának fordításán alapul.  Az eredeti cikk szerkesztőit annak laptörténete sorolja fel. Ez a jelzés csupán a megfogalmazás eredetét és a szerzői jogokat jelzi, nem szolgál a cikkben szereplő információk forrásmegjelöléseként.